# Mauro Ferrucci
Mauro Ferrucci (Venezia, 17 novembre 1963) è un produttore discografico e disc jockey italiano.

## Biografia
È un produttore musicale italiano; tra le sue produzioni  Moments in Soul, come membro dei JT & the Big Family, raggiunse la terza posizione nella classifica ufficiale di vendita in Inghilterra nel 1990, partecipando al programma Top of the Pops.
Nello stesso anno raggiunse la posizione n. 7 della stessa classifica con Don Pablo’s Animals, Venus. L'anno successivo con la Label Rider Records, trova la vetta della buzz chart inglese con il brano di Nikita Warren, I need you, rimasto uno dei brani più campionati della Musica House. Nel 1996 fonda la Airplane! Records, e con questa pubblica in Italia brani Internazionali come Ultra Naté, Free, Vanessa St. James and Lou Reed, Sunday morning, Funky Green Dogs, Body, Stonebridge, ecc.
Le numerose top ten nelle classifiche Internazionali, fecero sì che le multinazionali discografiche si interessassero al “suono” della Airplane, commissionando numerosi remix come Moby, In this world e Sunday, Laura Pausini, If that’s love, e Resta in ascolto (Escucha atento, vincitrice del Latin Grammy), Booty Luv Boogie 2nite, Jovanotti, Safari, ecc.
Ma il vero successo arrivò nel 1999 con il remix di Wamdue Project, realizzato e pubblicato l'anno precedente, che insieme al Dj Walterino, con lo pseudonimo di Roy Malone, ha prodotto la hit King of My Castle ai vertici di tutte le classifiche mondiali e divenuto, negli anni, uno dei classici della musica da ballare.
La lunga strada di produzioni venne coronata nel 2004, quando, dopo aver prodotto Point of View dei DB Boulevard, con una nomination agli MTV Awards, e la vittoria dei Dance Music Award, con lo stesso gruppo, si presentò al Festival di Sanremo 2004, vincendo il premio come miglior produttore.
Nel 2022 collabora con Alessandra Amoroso al singolo Camera 209, che diventa subito un tormentone estivo.
Il 13 Luglio partecipa al concerto che si è tenuto allo Stadio di San Siro 